# Bernardo Dominici
Bernardo Dominici o de Metz (Lorena, ca. 1517 - Metz, 1597) fue un sacerdote católico, trinitario, catedrático de la Universidad de París y 27.º ministro general de la Orden Trinitaria.

## Biografía
Bernardo Dominici nació probablemente en la región de la Lorena, hacia el año 1517 (las fuentes atestiguan que murió octogenario). Pasó la mayor parte de su vida en el convento de dicha ciudad. Estudió teología de la Universidad de París, de la que por un tiempo fue profesor. Era conocido popularmente como martillo de herejes por sus grandes disputas contra los calvinistas y luteranos. Era ministro de la casa de Metz cuando fue elegido ministro general en 1570. Gobernó la Orden Trinitaria desde 1570 hasta 1597. Durante su gobierno promovió el programa reformador del Concilio de Trento y supo ganarse la estima de todos, en un periodo en que la orden se estaba dividiendo entre conventuales y observantes. Obtuvo del papa Gregorio XIII dos breves que apoyaban el proceso reformador de la Orden. En 1586 publicó Statuta Generalia O.SS.T., que contenía la fórmula de reforma del Concilio de Trento. Visitó todas las casas de la Orden, siendo el primer ministro general en hacerlo, animando especialmente a la reanudación de las redenciones de cautivos que habían sido prácticamente abandonadas.
Dominici fue estimado por eclesiásticos y reyes. El papa Gregorio XIII le concedió varios breves y bulas, en favor de la redención de cautivos. El rey Carlos IX de Francia le nombró consejero personal y predicador real. Lo mismo hizo su sucesor Enrique III de Francia. Fue durante el gobierno de Dominici y con su apoyo que los ermitaños Claude Aleph y Julien de Nantoville llegan a Pontoise e inician la reforma francesa, que con estatutos especiales y asumiendo la versión clementina de la Regla de san Juan de Mata (de 1267), formaron pronto un instituto autónomo, bajo la autoridad del ministro general.